# The Sky's Gone Out
The Sky's Gone Out je třetí studiové album anglické skupiny Bauhaus. Vydáno bylo v říjnu roku 1982 společností Beggars Banquet Records a jeho producenty byli členové kapely Bauhaus. Původní verze alba obsahovala kromě devíti autorských písní také coververzi písně „Third Uncle“ od Briana Ena. Album později vyšlo v reedici na CD, kde se nacházely čtyři bonusové písně. Jednou z nich byla coververze písně „Ziggy Stardust“ od Davida Bowieho, dále alternativní verze písně „Spirit“ a dvě další písně.

## Seznam skladeb
1. Third Uncle – 5:14
2. Silent Hedges – 3:09
3. In the Night – 3:05
4. Swing the Heartache – 5:51
5. Spirit – 5:28
6. The Three Shadows, Part I – 4:21
7. The Three Shadows, Part II – 3:12
8. The Three Shadows, Part III – 1:36
9. All We Ever Wanted Was Everything – 3:49
10. Exquisite Corpse – 5:39

## Obsazení
- Peter Murphy – zpěv, kytara
- Daniel Ash – kytara, zpěv
- David J – baskytara, zpěv
- Kevin Haskins – bicí, konga